# Centralny Rejestr Podmiotów Krajowej Ewidencji Podatników
Centralny Rejestr Podmiotów Krajowej Ewidencji Podatników (CRP KEP) – kompletna, ogólnopolska (zintegrowana w skali kraju) ewidencja podatników planowana do wprowadzenia od 1 września 2011 w Polsce, na bazie Krajowej Ewidencji Podatników. 
Celem utworzenia tego rejestru jest zapewnienie spójności i poprawności dla całego systemu ewidencji podatników przez zintegrowanie w jednym miejscu danych ewidencyjnych podmiotów. Ma to skrócić obieg informacji w urzędach skarbowych i przyspieszyć obsługę podatników. 
Rejestr będzie zawierał, wiążące dla organów podatkowych, dane ewidencyjne z rejestru PESEL. 
Uruchomienie CRP KEP, planowane pierwotnie na 1 lipca 2011, nastąpi poprzez przeniesienie aktualnych danych ewidencyjnych znajdujących się w rejestrach lokalnych urzędów skarbowych do jednego systemu centralnego.